# Clarivate Citation Laureates
Sob o nome Clarivate Citation Laureates (de 2002 a 2016 Thomson Reuters Citation Laureates), o grupo de mídia Clarivate (até 2016 da Thomson Reuters) nomeia anualmente cientistas que são favoritos por causa de sua frequente citação em publicações científicas de alto escalão (periódicos de alto fator de impacto) a ser classificados para futuro Prêmio Nobel ou outros prêmios científicos. A lista de favoritos é publicada algumas semanas antes do anúncio do Prêmio Nobel.
Em 2016 o banco de dados subjacente foi vendido pela Thomson Reuters para a Clarivate Analytics. A página da empresa também fornece as informações anteriores sob o título Hall of Citation Laureates.
O Citation Laureates não é um prêmio científico no sentido estrito da palavra. A menção é feita com base em uma análise quantitativa de referências da literatura, não com base em realizações acadêmicas.
55 dos 360 cientistas nomeados - situação em setembro de 2020 - mais tarde ganharam efetivamente um Prêmio Nobel. Em 2013 a Thomson Reuters indicou Barry Sharpless, que já havia ganhado o Prêmio Nobel de Química de 2001. Em 2014 a Thomson Reuters nomeou Yoshinori Tokura pela segunda vez - por seus trabalhos em multiferróicos. Ele já havia sido identificado como um potencial vencedor do Prêmio Nobel em 2002 por seu trabalho em supercondutores de alta temperatura. Também Stuart Schreiber foi nomeado duas vezes: em 2006 para química e em 2016 para medicina.

## Menções
Os cientistas que efetivamente ganharam o Prêmio Nobel após serem indicados são destacados em negrito, com o ano da premiação entre parêntesis e a área, se divergiu da categoria proposta. Pessoas marcadas com (†) morreram antes de ganhar o Prêmio Nobel. Os percentuais são relativos a outubro de 2020.
| Ano            | Medicina | Física | Química | Economia | Taxa de acerto  | Taxa de acerto cumulativa |
| -------------- | --- | --- | --- | --- | --------------- | ------------------------- |
| 2002– 2005     | Michael Berridge (†), Alfred George Knudson (†), Bert Vogelstein, Robert Allan Weinberg, Francis Collins, Eric Lander, Craig Venter, Yasutomi Nishizuka (†)                                 | Michael Green, John Henry Schwarz, Edward Witten, Yoshinori Tokura, Shuji Nakamura (2014)                                                    | Robert Grubbs (2005), Ad Bax, Kyriacos Costa Nicolaou, George Whitesides, Seiji Shinkai, Fraser Stoddart (2016)                               | Robert Engle (2003), Clive Granger (2003), Daniel Kahneman (2002), Robert Barro, Eugene Fama (2013), Kenneth French, Paul Romer (2018), Richard Thaler (2017) | 9/27 = 33,3 %   | 9/27 = 33,3 %             |
| 2006           | Mario Capecchi (2007), Martin Evans (2007), Oliver Smithies (2007), Pierre Chambon, Ronald M. Evans, Elwood Vernon Jensen (†)                                                               | Albert Fert (2007), Peter Grünberg (2007), Alan Guth, Andrei Linde, Paul Steinhardt, Emmanuel Desurvire, Masataka Nakazawa, David Neil Payne | Gerald Crabtree, Stuart Schreiber, Tobin Marks, David Evans, Steven Ley                                                                       | Paul Krugman (2008), Jagdish Bhagwati, Avinash Dixit, Dale Jorgenson, Oliver Hart (2016), Bengt Holmström (2016), Oliver Williamson (2009)                    | 9/26 = 34,6 %   | 18/53 = 34,0 %            |
| 2007           | Fred Harrison Gage, Reginald John Ellis, Franz-Ulrich Hartl, Arthur Horwich, Joan Massagué Solé                                                                                             | Sumio Iijima, Arthur Bruce McDonald (2015), Martin Rees, Yōji Totsuka (†)                                                                    | Samuel Danishefsky, Dieter Seebach, Barry Trost                                                                                               | Elhanan Helpman, Gene Grossman, Jean Tirole (2014), Robert B. Wilson (2020), Paul Milgrom (2020)                                                              | 4/17 = 23,5 %   | 22/70 = 31,4 %            |
| 2008           | Shizuo Akira, Bruce Beutler (2011), Jules Hoffmann (2011), Victor Ambros, Gary Ruvkun, Rory Collins, Richard Peto                                                                           | Andre Geim (2010), Konstantin Novoselov (2010), Vera Rubin (†), Roger Penrose (2020), Dan Shechtman (2011, Química)                          | Charles Lieber, Krzysztof Matyjaszewski, Roger Tsien (2008)                                                                                   | Lars Peter Hansen (2013), Thomas Sargent (2011), Christopher Sims (2011), Armen Alchian (†), Harold Demsetz (†), Martin Feldstein (†)                         | 10/21 = 47,6 %  | 32/91 = 35,2 %            |
| 2009           | Elizabeth Blackburn (2009), Carol W. Greider (2009), Jack Szostak (2009), James Rothman (2013), Randy Schekman (2013), Seiji Ogawa                                                          | Yakir Aharonov, Michael Berry, John Pendry, Sheldon Schultz (†), David Richard Smith, Juan Ignacio Cirac Sasturain, Peter Zoller             | Michael Grätzel, Jacqueline Barton, Bernd Giese, Gary Schuster, Benjamin List (2021)                                                          | Ernst Fehr, Matthew Rabin, William D. Nordhaus (2018), Martin Weitzman (†), Jordi Galí, Mark Gertler                                                          | 7/24 = 29,2 %   | 39/115 = 33,9 %           |
| 2010           | Douglas Coleman (†), Jeffrey Michael Friedman, Ernest McCulloch (†), James Till, Shinya Yamanaka (2012), Ralph Steinman (†) (2011)                                                          | Charles Leonard Bennett, Lyman Page, David Spergel, Thomas Ebbesen, Saul Perlmutter (2011), Adam Riess (2011), Brian P. Schmidt (2011)       | Patrick Brown, Susumu Kitagawa, Omar M. Yaghi, Stephen Lippard                                                                                | Alberto Alesina (†), Nobuhiro Kiyotaki, John Hardman Moore, Kevin M. Murphy                                                                                   | 5/21 = 23,8 %   | 44/136 = 32,4 %           |
| 2011           | Brian Druker, Nicholas B. Lydon, Charles Sawyers, Robert Langer, Joseph Philip Vacanti, Jacques Miller, Robert L. Coffman, Tim Mosmann                                                      | Alain Aspect, John Clauser, Anton Zeilinger, Sajeev John, Eli Yablonovitch, Hideo Ōno                                                        | Allen Joseph Bard, Martin Karplus (2013), Jean Fréchet, Donald Andrew Tomalia, Fritz Vögtle (†)                                               | Douglas Warren Diamond, Anne Osborn Krueger, Gordon Tullock (†), Jerry Hausman, Halbert White (†)                                                             | 1/24 = 4,2 %    | 45/160 = 28,1 %           |
| 2012           | Richard Olding Hynes, Erkki Ruoslahti, Masatoshi Takeichi, Anthony Rex Hunter, Anthony Pawson (†), Charles David Allis, Michael Grunstein                                                   | Stephen Ernest Harris, Lene Hau, Leigh Canham, Charles Henry Bennett, Gilles Brassard, William Wootters                                      | Louis Brus, Masatake Haruta, Graham Hutchings, Akira Fujishima                                                                                | Stephen Ross (†), Anthony Atkinson (†), Angus Deaton (2015), Robert Shiller (2013)                                                                            | 2/21 = 9,5 %    | 47/181 = 26,0 %           |
| 2013           | Daniel Jay Klionsky , Noboru Mizushima, Yoshinori Ohsumi (2016), Adrian Bird, Howard Cedar, Aharon Razin (†), Dennis Joseph Slamon                                                          | Geoffrey Marcy, Michel Mayor (2019), Didier Queloz (2019), Hideo Hosono, François Englert (2013), Peter Higgs (2013)                         | Bruce Ames, Paul Alivisatos, Chad Mirkin, Nadrian Seeman, M. G. Finn, Valery V. Fokin, Barry Sharpless                                        | David Hendry, Mohammad Hashem Pesaran, Peter C. B. Phillips, Samuel Peltzman, Richard Posner, Joshua Angrist, David Card, Alan Bennett Krueger (†)            | 7/28 = 25,0 %   | 54/209 = 25,8 %           |
| 2014           | James E. Darnell, David Julius (2021), Charles Lee, Robert Gayle Roeder, Stephen Wayne Scherer, Robert Tjian, Michael Howard Wigler                                                         | Charles Lewis Kane, Laurens W. Molenkamp, Ramamoorthy Ramesh, James Floyd Scott, Yoshinori Tokura, Peidong Yang, Shoucheng Zhang (†)         | Graeme Moad, Charles T. Kresge, Ezio Rizzardo, Ryong Ryoo, Steven Van Slyke, Galen Stucky, Ching Wan Tang, San Thang                          | Philippe Aghion, William Baumol (†), Mark Granovetter, Peter Wilkinson Howitt, Israel Kirzner                                                                 | 1/27 = 3,7 %    | 55/236 = 23,3 %           |
| 2015           | Jeffrey Ivan Gordon, Kazutoshi Mori, Peter Walter, Alexander Rudensky, Shimon Sakaguchi, Ethan Shevach                                                                                      | Paul Corkum, Ferenc Krausz, Deborah Jin (†), Zhong Lin Wang                                                                                  | Carolyn Bertozzi, Emmanuelle Charpentier (2020), Jennifer Doudna (2020), John Bannister Goodenough (2019), Michael Stanley Whittingham (2019) | Richard William Blundell, John August List, Charles Frederick Manski                                                                                          | 4/18 = 22,2 %   | 59/254 = 23,2 %           |
| 2016           | James Patrick Allison (2018), Jeffrey Allen Bluestone, Craig B. Thompson, Gordon J. Freeman, Tasuku Honjo (2018), Arlene Sharpe, Michael Nip Hall, David Marcelo Sabatini, Stuart Schreiber | Marvin Cohen, Ronald Drever (†), Kip Thorne (2017), Rainer Weiss (2017), Celso Grebogi, Edward Ott, James Alan Yorke                         | George Church, Feng Zhang, Dennis Lo, Hiroshi Maeda, Yasuhiro Matsumura                                                                       | Olivier Blanchard, Edward Lazear, Marc Melitz | 4/24 = 16,7 %   | 63/278 = 22,7 %           |
| 2017           | Lewis Cantley, Karl J. Friston, Yuan Chang, Patrick S. Moore | Phaedon Avouris, Cees Dekker, Paul McEuen, Mitchell Feigenbaum (†), Rashid Sunyaev                                                           | John E. Bercaw, Robert Bergman, Georgi Borissowitsch Schulpin, Jens Nørskov, Tsutomu Miyasaka, Nam-Gyu Park, Henry J. Snaith                  | Colin Camerer, George Loewenstein, Robert E. Hall, Michael Jensen, Stewart Myers, Raghuram Rajan                                                              | 0/22 = 0 %      | 63/300 = 21,0 %           |
| 2018           | Napoleone Ferrara, Minoru Kanehisa, Solomon Halbert Snyder | David Awschalom, Arthur Gossard, Sandra Faber, Yury Gogotsi, Rodney S. Ruoff, Patrice Simon                                                  | Eric Jacobsen, George Michael Sheldrick, JoAnne Stubbe                                                                                        | Manuel Arellano, Stephen Roy Bond, Wesley M. Cohen, Daniel A. Levinthal, David Kreps                                                                          | 0/17 = 0 %      | 63/317 = 19,9 %           |
| 2019           | Hans Clevers, John Kappler, Philippa Marrack, Ernst Bamberg, Karl Deisseroth, Gero Miesenböck                                                                                               | Artur Ekert, Tony Heinz, John Perdew | Rolf Huisgen (†), Morten P. Meldal, Edwin Southern, Marvin Harry Caruthers, Leroy Hood, Michael W. Hunkapiller                                | W. Brian Arthur, Søren Johansen, Katarina Juselius, Ariel Rubinstein                                                                                          | 0/19 = 0 %      | 63/336 = 18,8 %           |
| 2020           | Pamela Bjorkman, Jack Leonard Strominger, Huda Zoghbi, Yusuke Nakamura | Thomas L. Carroll, Louis M. Pecora, Hongjie Dai, Alex Zettl, Carlos Frenk, Julio Navarro, Simon White                                        | Taeghwan Hyeon, Moungi Bawendi, Christopher B. Murray, John Frederick Hartwig, Stephen Leffler Buchwald, Makoto Fujita                        | Claudia Goldin, David Dickey, Wayne Fuller, Pierre Perron, Steven Titus Berry, James A. Levinsohn, Ariel Pakes                                                | 0/24 = 0 %      | 63/360 = 17,5 %           |
| 2021           | Jean-Pierre Changeux, Toshio Hirano, Tadamitsu Kishimoto, Karl M. Johnson, Ho-Wang Lee | Alexei Jurjewitsch Kitajew, Mark Newman, Giorgio Parisi (2021)                                                                               | Barry Halliwell, William L. Jorgensen, Mitsuo Sawamoto                                                                                        | David Bruce Audretsch, David John Teece, Joel Mokyr, Carmen Reinhart, Kenneth Rogoff                                                                          | 1/16 = 6,3 %    | 64/376 = 17,0 %           |
| Taxa de acerto | 16/104 = 15,4 % | 18/96 = 18,8 % | 9/85 = 10,6 % | 21/91 = 23,1 % | 64/376 = 17,0 % |                           |